# بوب فرينش
بوب فرينش هو سياسي كندي، ولد في 24 يناير 1944، وتوفي في 2 أغسطس 2002.